# 1960 dans le catholicisme
Chronologie du catholicisme
- 1956
- 1957
- 1958
- 1959
- 1960
- 1961
- 1962
- 1963
- 1964

Cet article présente les faits marquants de l'année 1960 dans le catholicisme.

## Évènements
- 28 mars : création de 7 cardinaux par Jean XXIII.
- 26 mai : canonisation de Grégoire Barbarigo.
- 12 juin : canonisation de Juan de Ribera.
- 31 juillet au 7 août : congrès eucharistique international à Munich.

## Naissances
- 24 janvier : Fridolin Ambongo Besungu, cardinal congolais, archevêque de Kinshasa
- 17 février : Pierre-Yves Michel, prélat français, évêque de Nancy-Toul
- 3 mars : Luigi Bianco, prélat italien, diplomate du Saint-Siège et archevêque titulaire de Falerone (de)
- 10 mars : Anthony Fisher, prélat australien, archevêque de Sydney
- 14 mars : Bernard Podvin, prêtre français, prélat de Sa Sainteté
- 20 mars : Manuel António Mendes dos Santos, prélat santoméen, évêque de Sao Tomé-et-Principe
- 23 mars : Giorgio Lingua, prélat italien, diplomate du Saint-Siège et archevêque titulaire de Tuscania (de)
- 5 avril : Wojciech Załuski, prélat polonais, diplomate du Saint-Siège et archevêque titulaire de Diocletiana (de)
- 16 avril : Patrice Gourrier, prêtre, psychologue, éditeur, écrivain et chroniqueur français
- 17 avril : Jörg Michael Peters, prélat allemand, évêque auxiliaire de Trèves et évêque titulaire de Forum Traiani
- 2 mai : Jacques Habert, prélat français, évêque de Bayeux-Lisieux
- 10 mai : Fortunatus Nwachukwu, prélat nigérian de la Curie
- 1er juin : Benoît Bertrand, prélat français, évêque de Pontoise
- 3 juin : David Konderla, prélat américain, évêque de Tulsa
- 6 juillet : Mathieu Madega Lebouankehan (de), prélat gabonais, évêque de Port-Gentil (en)
- 8 juillet : William Joensen, prélat américain, évêque de Des Moines
- 20 juillet : Bertram Meier, prélat allemand, évêque d'Augsbourg
- 28 juillet : Edward Rice, prélat américain, évêque de Springfield-Cape Girardeau (en)
- 1er août : Karl-Heinz Wiesemann, prélat allemand, évêque de Spire
- 5 août : Pierre Jubinville, prélat spiritain et missionnaire canadien, évêque de San Pedro
- 8 août : Paolo Pezzi, prélat russe d'origine italienne, archevêque de Moscou
- 14 août : Edward Malesic, prélat américain, évêque de Cleveland
- 17 août : Alexandre Yikyi Bazié, prélat burkinabé, évêque auxiliaire de Koudougou et évêque titulaire de Gummi-en-Byzacène (de)
- 19 août : Jean-Pierre Kwambamba Masi, prélat congolais, évêque de Kenge
- 21 août : Ángel Fernández Artime, cardinal salésien espagnol de la Curie, précédemment archevêque titulaire d'Ursona (de)
- 23 août : Cesare Lodeserto, prêtre italien
- 27 août : Daniel Miehm, prélat canadien, évêque de Peterborough
- 30 août : Philippe Jourdan, prélat et missionnaire français, évêque de Tallinn
- 2 septembre : Wojciech Lemański, prêtre, chroniqueur et blogueur polonais
- 4 septembre : Laurent Le Boulc'h, prélat français, archevêque de Lille
- 6 septembre : Jaime Spengler, cardinal brésilien, archevêque de Porto Alegre
- 13 septembre : Antoine Guggenheim, prêtre, théologien et universitaire français
- 16 septembre : Marek Wittbrot, prêtre, journaliste, photographe et auteur polonais
- 18 septembre : Olivier de Germay, prélat français, archevêque de Lyon
- 20 septembre : John Barres, prélat américain, évêque de Rockville Centre
- 23 septembre : Bienheureux Michał Tomaszek, religieux, missionnaire au Pérou et martyr polonais du communisme († 9 août 1991)
- 25 septembre : Prosper Kontiebo, prélat burkinabé, archevêque de Ouagadougou
- 29 septembre : Piero Pioppo, prélat italien, diplomate du Saint-Siège et archevêque titulaire de Torcello (de)
- 6 novembre : Wolfgang Bischof, prélat allemand, évêque auxiliaire de Munich et évêque titulaire de Nebbi (de)
- 10 novembre : Bienheureux Nelson Rutilio Lemus, laïc et martyr salvadorien († 12 mars 1977)
- 19 novembre : Olivier Maire, prêtre montfortain français, assassiné par un réfugié rwandais qu'il hébergeait († 10 août 2021)
- 23 novembre : Jan Romeo Pawłowski, prélat polonais, diplomate du Saint-Siège et archevêque titulaire de Sejny (de)
- 24 novembre : Borys Gudziak, prélat gréco-catholique ukrainien, archéparque de Philadelphie des Ukrainiens
- 28 novembre : Paul Prakash Saginala (de), prélat indien, évêque de Cuddapah (en)
- 5 décembre : Paul Abel Mamba, prélat sénégalais, évêque de Tambacounda
- 23 décembre : Edward Weisenburger, prélat américain, archevêque de Détroit
- 24 décembre : Yves Le Saux, prélat français, évêque d'Annecy
- 29 décembre : James J. Martin, prêtre jésuite, écrivain et éditorialiste américain

## Décès
- 27 janvier : Marcel Bruyère, prêtre et critique littéraire français (° 1889)
- 31 janvier : Joseph-Wilbrod Dufour, prêtre canadien (° 23 septembre 1882)
- 7 février : Albert Gelin, prêtre sulpicien et exégète français (° 3 octobre 1902)
- 10 février : Bienheureux Alojzije Stepinac, cardinal croate, archevêque de Zagreb (° 8 mai 1898)
- 26 mars : Sylvain van Hee, prélat jésuite et missionnaire belge, vicaire apostolique du Kwango et évêque titulaire de Possala (it) (° 25 janvier 1875)
- 29 mars : François-Marie Picaud, prélat français, évêque de Bayeux-Lisieux (° 31 janvier 1878)
- 21 avril : Louis Parisot, prélat et missionnaire français, premier archevêque de Cotonou (° 11 juillet 1885)
- 25 avril : Bienheureux Mario Borzaga, prêtre, missionnaire au Laos et martyr italien (° 27 août 1932)
- 1er mai : Bienheureux Paul Thoj Xyooj, catéchiste et martyr laotien (° 1941)
- 4 mai : Félix Maurice Hedde, prélat et missionnaire français, vicaire apostolique de Lang Son et Cao Bang et évêque titulaire d'Echinus (de) (° 31 mars 1879)
- 9 mai : Louis-Augustin Marmottin, prélat français, archevêque de Reims (° 11 mars 1875)
- 23 mai : Archange Godbout, prêtre franciscain, prédicateur, enseignant, historien et généalogiste canadien (° 25 mai 1886)
- 4 juin : Joseph Olphe-Galliard, prêtre, résistant et chapelain militaire français, aumônier général des FFL (° 15 mars 1877)
- 23 juin : Miguel de Andrea, prélat argentin, évêque auxiliaire de Buenos Aires et évêque titulaire de Temnus (de) (° 5 juillet 1877)
- 8 juillet : Paul Biéchy, prélat et missionnaire français, vicaire apostolique de Brazzaville et évêque titulaire de Thélepte (de) (° 28 juin 1887)
- 12 juillet : 
  - Pietro Fumasoni-Biondi, cardinal italien de la Curie, précédemment diplomate du Saint-Siège et archevêque titulaire de Dioclée (de) (° 4 septembre 1872)
  - François-Xavier Gsell, prélat et missionnaire français, évêque de Darwin (° 30 octobre 1872)
- 17 juillet : Bienheureux Pavol Peter Gojdič, prélat grec-catholique slovaque, évêque de Archéparchie de Prešov, Juste parmi les nations, martyr du communisme (° 17 juillet 1888)
- 28 août : John Francis O'Hara, cardinal américain, archevêque de Philadelphie (° 1er mai 1888)
- 1er octobre : Giuseppe Fietta, cardinal italien de la Curie, précédemment diplomate du Saint-Siège et archevêque titulaire de Serdica (de) (° 6 novembre 1883)
- 12 octobre : Joseph Chappe, prélat français, évêque du Puy-en-Velay (° 4 août 1888)
- 16 novembre : Paul-Louis Touzé, prélat français, évêque auxiliaire de Paris et évêque titulaire de Lebessus (° 6 janvier 1875)
- 8 décembre : Adrien Clergeac, prêtre et historien français (° 25 juillet 1870)
- 31 décembre : Josef Wendel, cardinal allemand, archevêque de Munich (° 27 mai 1901)